# Holzfelder Forst
Der Holzfelder Forst ist ein Waldgebiet und eine Gemarkung im Landkreis Altötting. Sie setzt sich aus drei Gemarkungsteilen zusammen, die auf den Gebieten der Gemeinden Burghausen, Emmerting und Mehring liegen.
Im Jahr 2024 soll hier der Windpark Altötting eröffnet werden.

## Geschichte
Der Holzfelder Forst war ein gemeindefreies Gebiet, welches zum Jahresbeginn 2001 aufgelöst wurde. Sein früherer Name war Holzfeld. Im Jahr 2011 fasste die Stadt Burghausen den Beschluss, ein Terminal für den kombinierten Verkehr im Forst zu errichten.